# Alessio Zerbin
Alessio Zerbin (* 3. März 1999 in Novara) ist ein italienischer Fußballspieler. Der Linksaußen steht seit 2017 bei der SSC Neapel unter Vertrag und ist aktuell an die US Cremonese ausgeliehen.

## Karriere

### Verein
Zerbin begann seine Karriere in verschiedenen Jugendmannschaften. So spielte er unter anderem für Parrocchia Santa Rita, Inter Mailand, Novara Calcio, ASD Suno und AC Gozzano. Bei letzterer kam er im Jahr 2016 im Rahmen von 19 Spielen in der Serie D erstmals im Erwachsenenbereich zum Einsatz. 2017 wechselte er in den Juniorenbereich der SSC Neapel. Dort sammelte er im Mai desselben Jahres seine erste Spieltagskadernominierung bei den Profis. In der Saison 2017/18 nahm er mit der U19 an der UEFA Youth League teil und schied nach der Gruppenphase aus. Um weitere Spielpraxis im Seniorenbereich erhalten zu können, entschloss sich der Italiener im Juli 2018 zu einer einjährigen Leihe in die dritte Liga zur AS Viterbese Castrense. In Viterbo musste der Spieler zu Beginn der Saison zunächst aufgrund eines Fußbruches knapp zwei Monate aussetzen, bevor er sich im Anschluss langsam einen Stammplatz erkämpfte. So standen nach Ablauf der Leihe 22 Ligaspiele bei acht Startelfeinsätzen zu Buche. Es folgte eine weitere einjährige Leihe – dieses Mal an den FC Cesena. Hier knüpfte er an die Leistungen seiner vorherigen Leihstation an und konnte 21 Partien in der Serie C absolvieren. Im September 2020 wurde er ein drittes Mal verliehen – in Piemont unterschrieb er einen Leihvertrag beim FC Pro Vercelli bis zum Ende der Saison. Hier blühte der Linksaußen vollkommen auf. So absolvierte er 33 der 38 möglichen Ligaspiele und sammelte in diesen Partien 14 Scorerpunkte. Diese gesteigerte Leistung reichte zwar nicht, um Neapel von einem Einsatz in ihren eigenen Reihen zu überzeugen, sorgte aber für das Leihinteresse vom Zweitligisten Frosinone Calcio. Auch hier konnte er sich für 31 Ligaeinsätze empfehlen, in denen er auf zwölf Scorerpunkte kam. Nach Ablauf dieser vierten Leihe kehrte der Spieler zur SSC Neapel zurück. Im Süden Italiens konnte er in seiner ersten Saison sporadisch Einsätze ansammeln und debütierte auf höchstem europäischen Niveau in der UEFA Champions League.
Seine erste Tore für SSC Neapel schoss Zerbin am 18. Januar 2024 im italienischen Supercuphalbfinale gegen AC Florenz. Wenige Tage nach seinem ersten Tor schloss er sich leihweise für die restliche Spielzeit der AC Monza an.
Zerbin begann die Saison 2024/25 in Neapel, wechselte aber im Januar 2025 auf Leihbasis innerhalb der Serie A zum FC Venedig, wo er als Stammspieler in allen Ligaspielen zum Einsatz kam. Im Anschluss folgte zur Saison 2025/26 eine weitere Leihe zum Serie-A-Aufsteiger US Cremonese.

### Nationalmannschaft
Zerbin absolvierte im Jahr 2017 vier Freundschaftsspiele für die italienische U18-Nachwuchsnationalmannschaft. Im Juni 2022 debütierte er mit 23 Jahren im Rahmen einer Partie der UEFA Nations League gegen Ungarn als Spieler ohne jegliche Erstligaerfahrung für die A-Nationalmannschaft seines Heimatlandes. Nachdem er im September 2022 nochmals nominiert wurde, erfolgte jedoch keine weitere Berücksichtigung.